# 達氏軸孔珊瑚
達氏軸孔珊瑚（学名：Acropora danai）为軸孔珊瑚科軸孔珊瑚屬下的一个种。